# Марселлус (Нью-Йорк)
Марселлус (англ. Marcellus) — місто (англ. town) в США, в окрузі Онондага штату Нью-Йорк. Населення — 6066 осіб (2020).

## Демографія
Згідно з переписом 2010 року, у місті мешкало 6210 осіб у 2465 домогосподарствах у складі 1735 родин. Було 2623 помешкання
Расовий склад населення:
| - 97,9 % — білих - 0,6 % — азіатів - 0,3 % — чорних або афроамериканців - 0,2 % — корінних американців |

До двох чи більше рас належало 0,9 %. Частка іспаномовних становила 1,0 % від усіх жителів.
За віковим діапазоном населення розподілялося таким чином: 24,2 % — особи молодші 18 років, 60,0 % — особи у віці 18—64 років, 15,8 % — особи у віці 65 років та старші. Медіана віку мешканця становила 44,1 року. На 100 осіб жіночої статі у місті припадало 97,7 чоловіків;  на 100 жінок у віці від 18 років та старших — 95,3 чоловіків також старших 18 років.
Середній дохід на одне домашнє господарство  становив 93 127 доларів США (медіана — 74 167), а середній дохід на одну сім'ю — 113 707 доларів (медіана — 93 304). Медіана доходів становила 58 256 доларів для чоловіків та 49 375 доларів для жінок. За межею бідності перебувало 4,0 % осіб, у тому числі 6,5 % дітей у віці до 18 років та 2,3 % осіб у віці 65 років та старших.
Цивільне працевлаштоване населення становило 3245 осіб. Основні галузі зайнятості: освіта, охорона здоров'я та соціальна допомога — 26,0 %, роздрібна торгівля — 13,0 %, науковці, спеціалісти, менеджери — 10,4 %, виробництво — 8,7 %.